# Иво Максимов
Вижте пояснителната страница за други личности с името Максимов.
Иво Максимов е български футболист, нападател.

## Биография
Роден е на 15 април 1981 г. във Видин. Играл е за Велбъжд 1919, Бдин, Миньор (Бобов дол) и Македонска слава. От есента на 2006 г. играе за ПФК Велбъжд (Кюстендил) (бивш Велбъжд (Слокощица). Бронзов медалист през 2000 г. с Велбъжд. Има 3 мача за младежкия национален отбор.

## Статистика по сезони
- Велбъжд 1919 – 2000/пр. - A група, 2/0
- Бдин – 2000/ес. - Б група, 14/2
- Миньор (Бд) – 2001/пр. - В група, 15/6
- Миньор (Бд) – 2001/02 – В група, 23/10
- Македонска слава – 2003/пр. - Б група, 14/5
- Македонска слава – 2003/04 – A група, 12/2
- Миньор (Бд) – 2004/05 – Б група, 12/2
- Миньор (Бд) – 2005/06 – Западна Б група, 20/14
- ПФК Велбъжд Кюстендил – 2006/07 – Западна Б група
- ФК Витоша Долна Дикания – 2008/09 – АОФГ ЮГ